# Косинусна теорема
Косинусна теорема је формула која се користи за решавање троугла у тригонометрији у равни: 
{\displaystyle \ c^{2}=a^{2}+b^{2}-2ab\cos C,}
где је C угао насупрот странице с, тј. угао између страница a и b троугла.
У сферној тригонометрији то је формула за решавање сферног троугла: 
{\displaystyle \cos c=\cos a\cos b+\sin a\sin b\cos C,\;\cos C=-\cos A\cos B+\sin A\sin B\cos c,}
где је а страна насупрот угла А, страна b је насупрот угла B, а страна с је насупрот угла С.

## Тригонометрија у равни
Косинусна теорема има исту аналитичку форму независно од тога да ли је дати троугао оштроугли (сл.1) или тупоугли (сл.2). Међутим, обично се посебно доказује сваки од та два случаја, као што је урађено у доказу који следи.
Косинусна теоремаУ сваком троуглу је {\displaystyle \ a^{2}=b^{2}+c^{2}-2bc\cos \alpha ,} где је насупрот странице a угао α.
ДоказНа слици десно (сл.1) дат је оштроугли троугао ABC са висином CD. Из правоуглих троуглова BCD и ACD према Питагориној теореми је {\displaystyle a^{2}=h^{2}+(c-p)^{2},\;h^{2}=b^{2}-p^{2},} а отуда заменом добијамо прво {\displaystyle \ a^{2}=b^{2}+(c^{2}-2pc+p^{2})-p^{2},} а онда {\displaystyle \ a^{2}=b^{2}+c^{2}-2pc.} Из правоуглог троугла ACD добијамо {\displaystyle p=b\cos \alpha ,\,} и заменом у претходну једнакост {\displaystyle \ a^{2}=b^{2}+c^{2}-2bc\cos \alpha ,} што је и требало доказати.
Даље, на слици (2) лево, дат је тупоугли троугао ABC, са углом α у темену А, већим од правог угла (90°). Висина CD = h пада на продужетак странице AB у тачку D тако да је D-A-B, те је спољашњи угао CAD = 180°-α. У троуглу CAD је 
DA = {\displaystyle \ p=b\cos(180^{o}-\alpha )=-b\cos \alpha .}
Са друге стране, троуглови BCD и ACD су правоугли и, према Питагориној теореми имамо {\displaystyle a^{2}=h^{2}+(c+p)^{2},\;h^{2}=b^{2}-p^{2},} па заменом добијамо 
{\displaystyle \ a^{2}=b^{2}-p^{2}+(c^{2}+2pc+p^{2})=b^{2}+c^{2}+2pc,} тј.
{\displaystyle \ a^{2}=b^{2}+c^{2}-2bc\cos \alpha ,} као што је и требало доказати. Крај доказа.
Косинусна теорема се може доказати једноставно и без разматрања различитих распореда користећи векторски рачун. У горњим ознакама,
{\displaystyle a^{2}={\overrightarrow {BC}}^{2}=({\overrightarrow {AC}}-{\overrightarrow {AB}})^{2}={\overrightarrow {AC}}^{2}-2{\overrightarrow {AB}}\cdot {\overrightarrow {AC}}+{\overrightarrow {AB}}^{2}=b^{2}-2bc\cos \alpha +c^{2}.}
({\displaystyle \cdot } означава скаларни производ.)
Другачијим означавањем троугла, добићемо и остале две формуле, које се заједно са наведеном називају косинусна теорема: {\displaystyle b^{2}=c^{2}+a^{2}-2ca\cos \beta ,\;c^{2}=a^{2}+b^{2}-2ab\cos \gamma .} Када је, на пример угао у темену С = γ=90°, због cos(90°)=0, последња формула постаје {\displaystyle c^{2}=a^{2}+b^{2},} тј. Питагорина теорема је посебан случај косинусне теореме. Поред тога, косинусна теорема има још неких важних последица.
Теорема 2Квадрат било које странице троугла је мањи, једнак, или већи од збира квадрата остале две странице, зависно од тога да ли је супротни угао оштар, прав, или туп.
ДоказАко је {\displaystyle \alpha <90^{o},\,} тада је {\displaystyle \cos \alpha >0\,} и {\displaystyle a^{2}=a^{2}+b^{2}-2ab\cos \alpha <b^{2}+c^{2}.\,}
Ако је {\displaystyle \alpha =90^{o},\,} тада је {\displaystyle \cos \alpha =0\,} и {\displaystyle c^{2}=a^{2}+b^{2}.\,}
Ако је {\displaystyle \alpha >90^{o},\,} тада је {\displaystyle \cos \alpha <0\,} и {\displaystyle a^{2}=a^{2}+b^{2}-2ab\cos \alpha >b^{2}+c^{2}.\,} Крај доказа.
Важи и супротна теорема.
Теорема 3Угао троугла је оштар, прав, или туп зависно од тога да ли је квадрат супротне странице троугла редом мањи, једнак, или већи од збира квадрата остале две стране.
ДоказСледи из косинусне теореме {\displaystyle \cos \alpha ={\frac {b^{2}+c^{2}-a^{2}}{2bc}}.}
Ако је {\displaystyle a^{2}<b^{2}+c^{2},\,} тада је {\displaystyle \cos \alpha >0,\,} и према томе {\displaystyle \alpha <90^{o}.\,}
Ако је {\displaystyle a^{2}=b^{2}+c^{2},\,} тада {\displaystyle \cos \alpha =0,\,} тј. {\displaystyle \alpha =90^{o}.\,}
Ако је {\displaystyle a^{2}>b^{2}+c^{2},\,} тада је {\displaystyle \cos \alpha <0,\,} тј. {\displaystyle \alpha >90^{o}.\,} Крај доказа.
Теорема 4У било којем паралелограму збир квадрата дијагонала једнак је збиру квадрата све четири његове стране.
ДоказНа слици (3) десно, дат је паралелограм ABCD са дијагоналама AC и BD и углом BAD = α.
Тада је {\displaystyle {\overline {AC}}^{2}+{\overline {BD}}^{2}=2{\overline {AB}}^{2}+2{\overline {BC}}^{2}.} Наиме, како је угао CBA = 180°-α, према косинусној теореми из троуглова ADB, ABC добијамо {\displaystyle {\overline {BD}}^{2}={\overline {AD}}^{2}+{\overline {AB}}^{2}-2{\overline {AB}}\cdot {\overline {AD}}\cdot \cos \alpha ,}
{\displaystyle {\overline {AC}}^{2}={\overline {AB}}^{2}+{\overline {BC}}^{2}-2{\overline {AB}}\cdot {\overline {BC}}\cdot \cos(180^{o}-\alpha )}
{\displaystyle ={\overline {AB}}^{2}+{\overline {BC}}^{2}+2{\overline {AB}}\cdot {\overline {AD}}\cos \alpha ,} јер је {\displaystyle {\overline {BC}}={\overline {AD}}.} Сабирањем ових једначина, добијамо
{\displaystyle {\overline {AC}}^{2}+{\overline {BD}}^{2}=2{\overline {AB}}^{2}+2{\overline {BC}}^{2},} што је и требало доказати. Крај доказа.